# Tantulum elegans
Tantulum elegans is een slakkensoort uit de familie van de Tantulidae. De wetenschappelijke naam van de soort is voor het eerst geldig gepubliceerd in 1979 door Rankin.